# Монз
Монз (фр. Monze) — коммуна во Франции, находится в регионе Лангедок — Руссильон. Департамент коммуны — Од. Входит в состав кантона Капандю. Округ коммуны — Каркасон.
Код INSEE коммуны — 11257.
Коммуна расположена в долине Бретон у подножия горы Аларик.

## Население
Население коммуны на 2008 год составляло 178 человек.
| 1962 | 1968 | 1975 | 1982 | 1990 | 1999 | 2008 |
| ---- | ---- | ---- | ---- | ---- | ---- | ---- |
| 191  | 162  | 153  | 144  | 166  | 194  | 178  |

## Экономика
В 2007 году среди 109 человек в трудоспособном возрасте (15—64 лет) 78 были экономически активными, 31 — неактивными (показатель активности — 71,6 %, в 1999 году было 72,8 %). Из 78 активных работали 70 человек (41 мужчина и 29 женщин), безработных было 8 (3 мужчины и 5 женщин). Среди 31 неактивного 9 человек были учениками или студентами, 12 — пенсионерами, 10 были неактивными по другим причинам.

## Фотогалерея

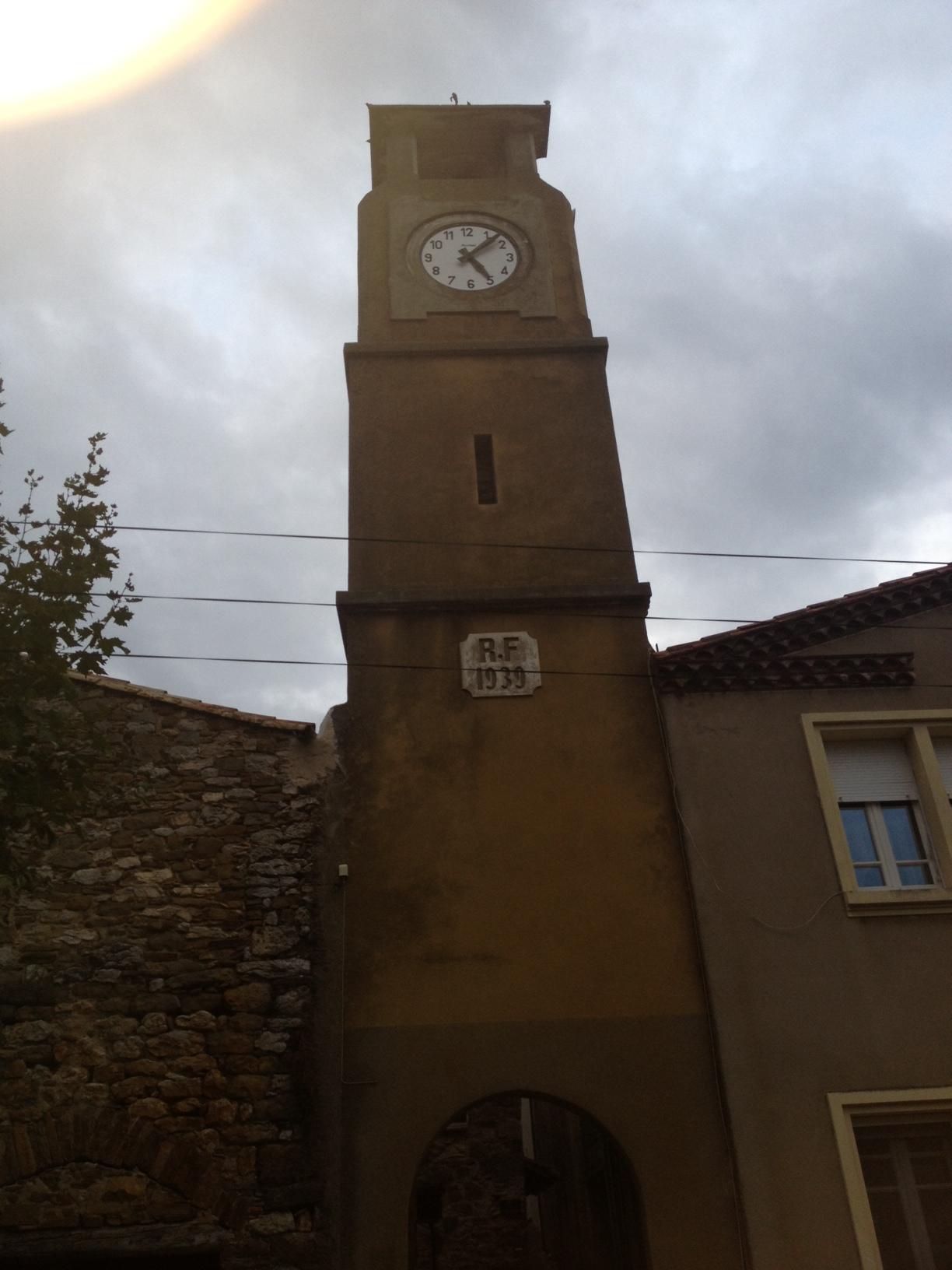
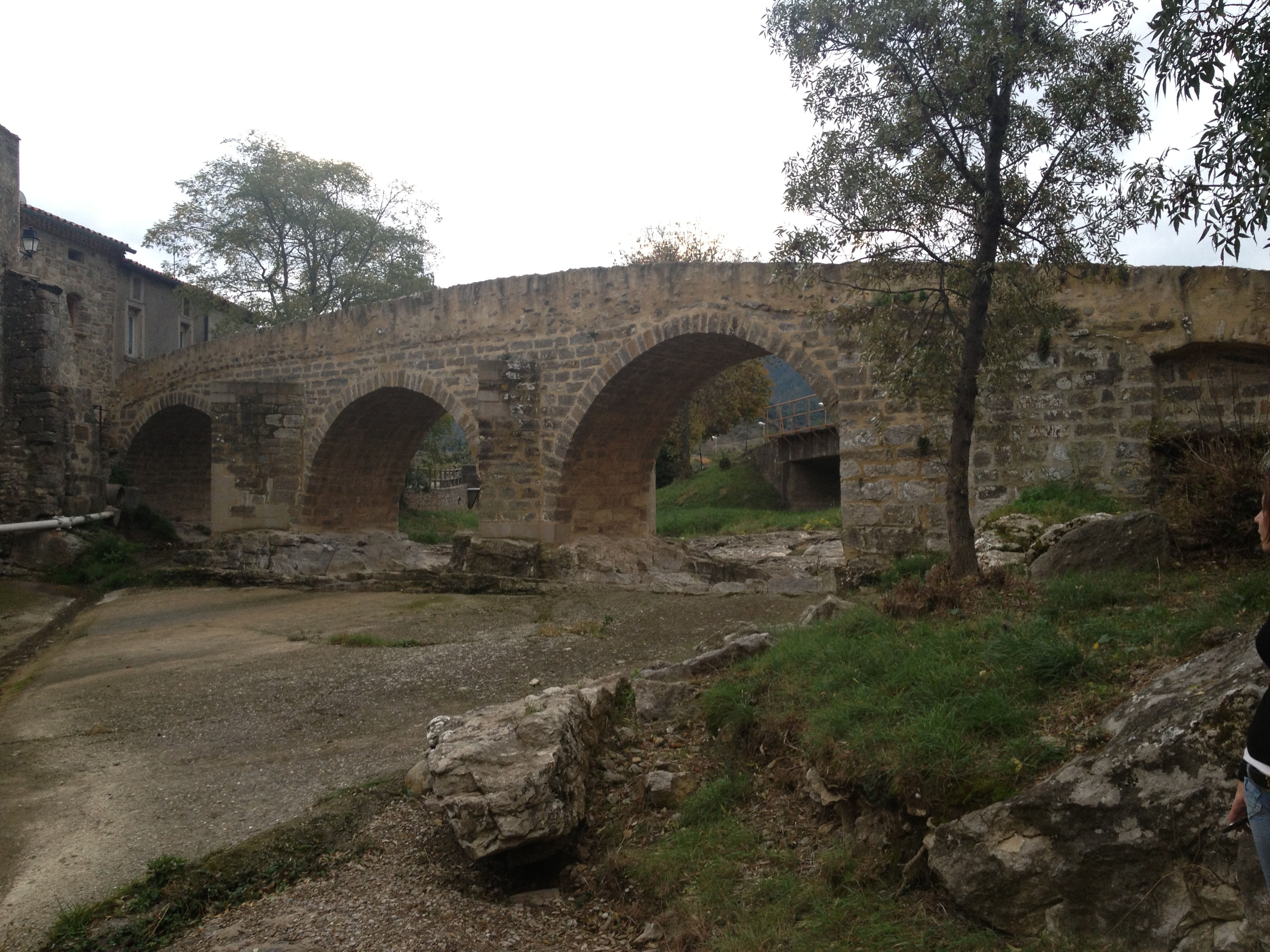

## Достопримечательности
- Башня Карбонак